# Frankfurt Redbacks
Die Frankfurt Redbacks sind ein Australian-Rules-Football-Club aus Frankfurt am Main.

## Geschichte
Der Club ließ sich im November 1995 unter dem Namen Frankfurt Football Club (FFC) in das Vereinsregister eingetragen. Erste Auswärtsspiele konnten gegen die nahezu zeitgleich gegründeten Munich Kangaroos bestritten werden. Gemeinsam gründeten die beiden Clubs 1999 die Australian Football League Germany (AFLG).
Der größte Erfolg der Mannschaft war der Deutsche Meistertitel 2004. Zudem konnte der Club beim Grand Final der Deutschen Meisterschaft 2005 den zweiten und 2006 den dritten Platz belegen.
Im November 2009 traten die Redbacks im Rahmen eines Freundschaftsspiels in Lainate gegen die Nationalmannschaft der in AFL Italy an und gewann mit einem Punkt Vorsprung.
Aufgrund von Nachwuchsproblemen tritt der Verein mittlerweile nur noch in der AFLG 9’s-Liga an. Bedeutende Spieler sind die Nationalspieler Matthias Klusemann, Johannes Mast, Kevin Hopf und Samuel Dawkins, der gleichzeitig Präsident und Cheftrainer des Clubs ist.
Seit dem Jahr 2019 stellt der Verein mit den Frankfurt Redcats auch ein Frauen-Team.

## Meisterschaftserfolge
| Jahr | Wettbewerb     |
| ---- | -------------- |
| 2004 | AFLG 16’s-Liga |
| 2005 | AFLG 16’s-Liga |
| 2006 | AFLG 16’s-Liga |